# Robert Havemann

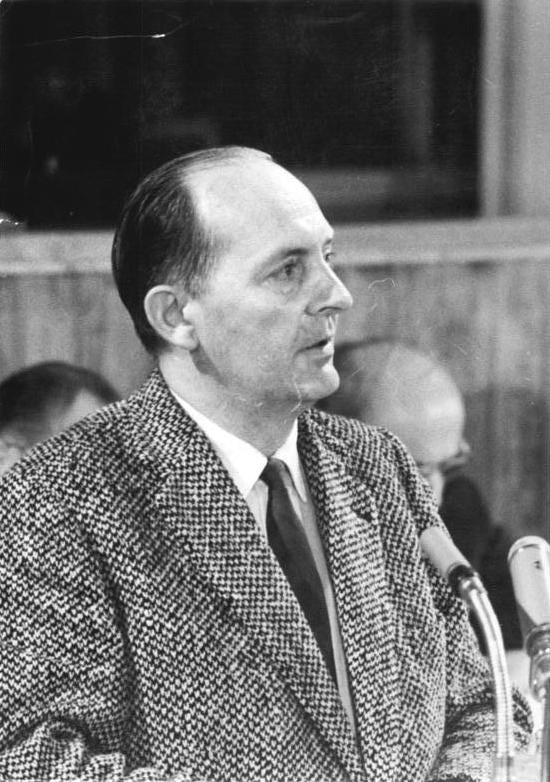
Robert Havemann (1960)

Robert Havemann (ur. 11 marca 1910 w Monachium, zm. 9 kwietnia 1982 w Grünheide pod Berlinem) – niemiecki chemik i wschodnioniemiecki dysydent.

## Życiorys
Robert Havemann w latach 1929–1933 studiował chemię na uniwersytetach w Berlinie i Monachium. Od 1933 był członkiem Komunistycznej Partii Niemiec (KPD) i SPD Zacząć na Nowo oraz założycielem grupy Unia Europejska (Europäische Union) mającej na celu ukrywanie rodzin żydowskich i przeciwstawianie się władzy hitlerowskiej. Jesienią 1943 został aresztowany przez gestapo wraz z innymi członkami Unii Europejskiej, a następnie skazany na śmierć przez Trybunał Ludowy. Wyrok został odroczony ze względu na wiedzę jaką posiadał, potrzebną do badań naukowych dla wojska.
W celi śmierci, pełnił funkcję redaktora naczelnego nielegalnego pisma informacyjnego „Der Draht”. Po wojnie, w lipcu 1945 objął stanowisko dyrektora na Instytucie Cesarza Wilhelma w Berlinie. Ze stanowiska został odwołany po zamieszczeniu krytycznych uwag na łamach gazety Nowe Niemcy wobec planów budowy bomby wodorowej przez Stany Zjednoczone. Był członkiem organizacji Ofiary Faszyzmu i współzałożycielem Związku Kultury.
Po ucieczce do NRD, Robert Havemann objął stanowisko dyrektora Instytutu Chemii Fizycznej na Uniwersytecie im. Humbolta w Berlinie Wschodnim. W 1950 wstąpił do SED, a następnie został zwerbowany przez służby bezpieczeństwa Stasi. Działał jako tajny agent pod pseudonimem Leitz. W 1963 został usunięty z Instytutu Chemii Fizycznej.

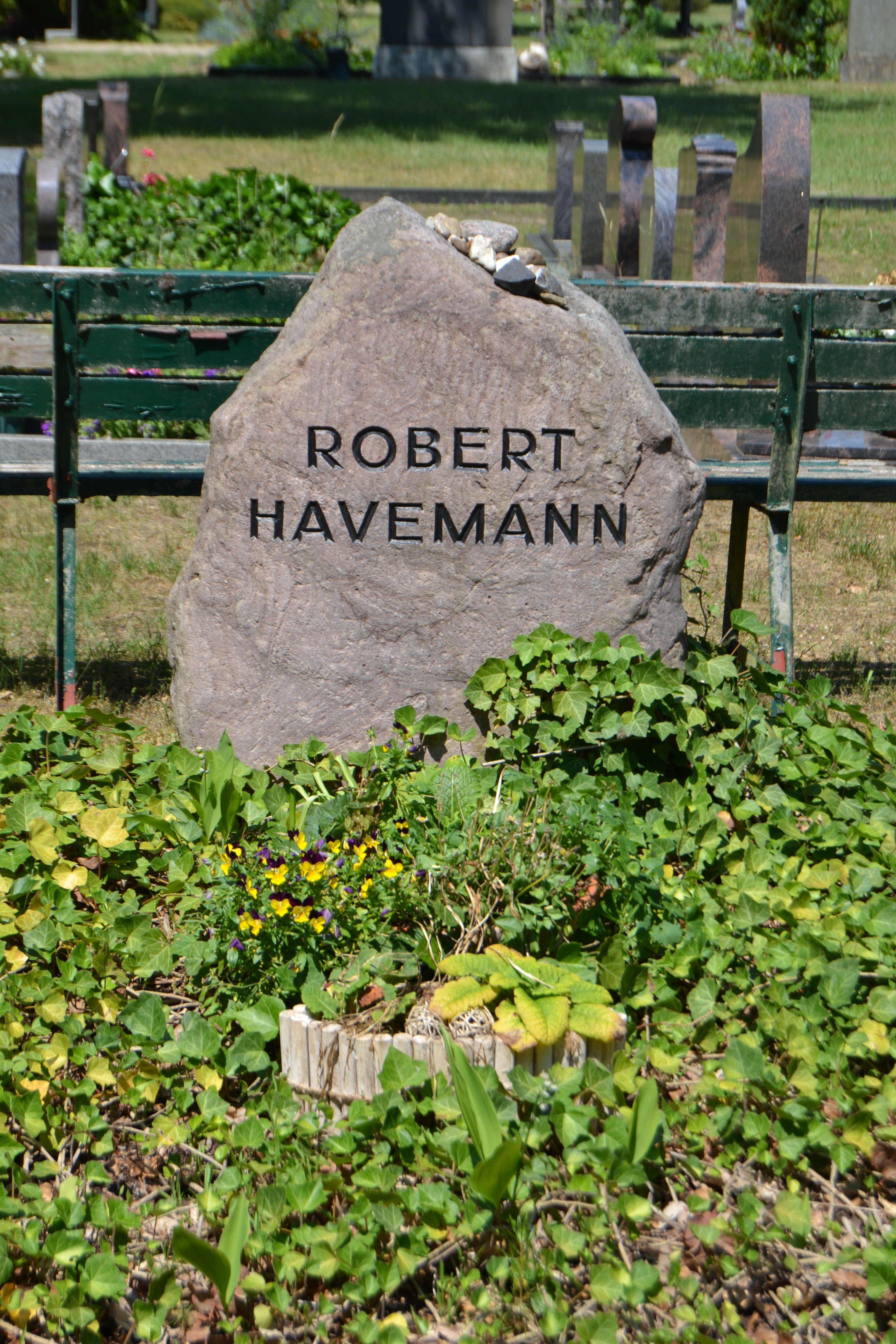

Robert Havemann był zwolennikiem reform w Czechosłowacji w 1968, zwolennikiem wolności słowa, przeciwnikiem zaostrzenia prawa karnego. Zmarł w swoim domu po długiej chorobie w Grünheide pod Berlinem.
Akademia Nauk pośmiertnie 16 listopada 1989 przywróciła mu członkostwo, a Centralna Komisja Kontrolna SED w tym samym roku zrehabilitowała go.